# Støvringgård
Støvringgård er en herregård i Østjylland beliggende 2 km øst for Støvring By i Støvring Sogn, Støvring Herred, Randers Kommune. Den nævnes allerede i 1319, hvor den ejedes af Palne Jensen Juul, der førte Lille-Juul'ernes Våben. Hovedbygningen er opført i 1600-1622-1630 og ombygget i 1740-1750. Støvringgård blev i 1735 omdannet til Støvringgård Kloster da gehejmerådinde Christine Harboe (født baronesse Fuiren) i sit testamente bestemte det til et jomfrukloster for en priorinde og tolv jomfruer. Ligeledes fulgte bøndergods og tiender samt en del kapital med bestemmelsen. 
I dag er bygningerne omdannet til moderne lejligheder efter en ændring i fundatsen i 1978.
Støvringgård Gods er på 518,3 hektar

## Ejer- og tidligere ejere af Støvringgård
- (1319-1331) Palne Jensen Juul
- (1331) Palnesdatter Juul gift Bugge
- (1331-1359) Niels Bugge
- (1359) Eline Nielsdatter Bugge gift Vendelboe
- (1359-1400) Christian Vendelboe
- (1400) Else Christiansdatter Vendelboe gift (1) Thott (2) Holck
- (1400-1430) Axel Jepsen Thott
- (1430-1434) Else Christiansdatter Veldelbo gift (1) Thott (2) Holck
- (1434-1442) Lyder Holck
- (1442-1470) Jep Axelsen Thott
- (1470-1496) Axel Jepsen Thott
- (1496-1510) Jacob Andersen Bjørn
- (1510-1536) Margrethe Poulsdatter Fikkesen gift Bjørn
- (1536-1562) Dorte Jacobsdatter Bjørn gift (1) Hak (2) Glob
- (1562-1564) Anne Bjørnsdatter Bjørn gift Kaas
- (1564-1578) Niels Nielsen Kaas / Erik Nielsen Kaas
- (1578-1614) Niels Eriksen Kaas / Mogens Eriksen Kaas
- (1614-1656) Mogens Eriksen Kaas
- (1656-1660) Mogens Eriksen Kaas dødsbo
- (1660-1672) H. Løvenhielm / Hans Svane / Thomas Fuiren
- (1672-1680) Hans Svane / Thomas Fuiren
- (1680) Thomas Fuiren
- (1680-1686) Diderik lensbaron Fuiren
- (1686-1708) Margrethe Ejlers gift lensbaronesse Fuiren
- (1708) Christine Dideriksdatter baronesse Fuiren gift Harboe
- (1708-1709) Jens Harboe
- (1709-1735) Christine Dideriksdatter baronesse Fuiren gift Harboe
- (1987-) Niels Frederik Greiffenberg Poulsen